# Berény Henrik
Berény Henrik, született: Weisz Henrik, külföldön Henri/Henry Berény (Kassa, 1871. január 1. – Budapest, 1932. március 22.) hegedűművész és zeneszerző.

## Élete
Weisz Emil és Weisz Sarolta fiaként született. Tanulmányait Bécsben végezte Joseph Joachimnál. A művészképző elvégzése után kezdte sikeres turnéinak sorozatát. 1886-ban Liszt Ferenc levelével Párizsba utazott, ahol lassan az elsők közé emelkedett. Mintegy három évtizedet élt és dolgozott a francia fővárosban. 1899-ben változtatta családnevét Berényire, ekkor Koppenhágában lakott. Halála előtt néhány évvel, 1930-ban sikerült megvalósítania azt a tervét, amely régóta foglalkoztatta: „szimfonikus cigányzenekart“ szervezett, amellyel Francia- és Németországban, valamint Angliában körútra indult. Berény volt eme zenekar vezetője, amely minden városban, ahol megfordult, játékával elragadta a közönséget, műsorában a magyar zenének csinált propagandát. Berény, mint Párizsban élő magyar muzsikus, számos kitüntetést szerzett.
Több száz táncdarabja és kamarazeneműve mellett értékes zenés színpadi műveket is komponált. Chou-chou című operettje, A kéz című pantomimje, a Thalma című operája európai sikert aratott. Táncdarabjainak száma felülmúlja a háromszázat. Annak idején A púpos Boldizsár című, a Magyar Színházban bemutatott (1922) misztériumhoz is Berény írt kísérőzenét. 1930-ban volt A kulisszák mögött című operettjének párizsi premierje.
Utolsó éveiben súlyos cukorbetegség gyötörte, halálát azonban „angina pectoris“ okozta. Felesége Charlotte Wiehe (1865–1947) dán táncművésznő volt.